# Lampris
Famille
Genre
Lampris est un genre de poissons abyssaux, le seul de la famille des Lampridae (aussi orthographié Lamprididae) dans l'ordre des Lampridiformes. Les espèces de ce genre sont nommées lampris, opah, saumon des dieux.

## Liste d'espèces
Selon FishBase (15 août 2010), World Register of Marine Species (15 août 2010) et ITIS (15 août 2010) :
- Lampris guttatus (Brünnich, 1788)
- Lampris immaculatus Gilchrist, 1904